# Ожикур
Ожикур (фр. Augicourt) насеље је и општина у источној Француској у региону Франш-Конте, у департману Горња Саона која припада префектури Везул.
По подацима из 2011. године у општини је живело 162 становника, а густина насељености је износила 17,88 становника/km². Општина се простире на површини од 9,06 km². Налази се на средњој надморској висини од 30 метара (максималној 309 m, а минималној 223 m).

## Демографија
| 1962. | 1968. | 1975. | 1982. | 1990. | 1999. | 2011. |
| ----- | ----- | ----- | ----- | ----- | ----- | ----- |
| 179   | 203   | 182   | 168   | 149   | 142   | 162   |

График промене броја становника у току последњих година